# Дротар
Дротар или лонцокрпа је мајстор занатлија који врши поправку, калајисање, емајлирање и цинковање посуђа.

## Назив
Дротар потиче од немачке речи draht - жица, те из речи дротари проистиче и назив лонцокрпе.

## О занату
Данас је овај занат скоро нестао јер нико више не продужава век трајања шерпама и лонацима које су употребом добили рупу. Али, у прошлости пошто је ново посуђе било скупо, крпило се старо - бушно.
Подучени металци, обично лимари, нудили су своје услуге - крпљење посуђа. Са репроматеријалом и алатом ови радници, покућарци, названи дротари, ишли су улицама и рекламирали и нудили своје услуге. 

## Процес крпљења
Процес крпљења посуђа је текао тако што би дротар исекао два парчета лима и закрпио са обе стране рупе на лонцу. Од домаћице би затражио воде и мало брашна од којег би направио тесто, затим би на лет-лампи угрејао лемило. Калај би принео закрпи намазаној тестом, и са обеју страна залемио закрпе. Тада би напунио посуду водом на тај начин доказујући да вода више не цури и да је посуда закрпљена.

## Алат и прибор
У свом раду дротар користи:
- сировину са којом се попуњавају и крпе рупе на посуђу: калај, лим
- маказе за лим
- лемило